# Crimenetwork
Das Crimenetwork war die größte deutschsprachige illegale Handelsplattform. Als Teil des Darknets konnten dort, unter anderem, gestohlene Daten, Drogen oder gefälschte Dokumente erworben werden. Gegründet worden war sie 2012. Ende 2024 hatte die Handelsplattform mehr als 100 angemeldete Verkäufer sowie geschätzte 100.000 Nutzer. Laut BKA-Informationen seien auf der Website innerhalb von sechs Jahren Umsätze in Höhe von mindestens 93 Millionen € generiert worden.
Anfang Dezember 2024 wurde der 29-jährige Systemadministrator der Website durch die Generalstaatsanwaltschaft in Frankfurt verhaftet. Laut BKA sei der 29-jährige für die „gesamte IT-Infrastruktur der Plattform und für die Wartung des Systems zuständig“ gewesen und wurde in Untersuchungshaft überführt. Laut BKA konnten neben Serverinfrastruktur auch Kryptowerte in Höhe von rund einer Million Euro sowie hochwertige Fahrzeuge sichergestellt werden. Die Generalstaatsanwaltschaft erklärte, dass die „umfangreichen Beweismittel“ nun genutzt würden, um Käufer und Verkäufer von illegalen Dienstleistungen zu ermitteln.
Am 31. Januar 2025 veröffentlichte die Website Tarnkappe einen Artikel über ein Gespräch mit einem der Hintermänner von Crimenetwork. Hintergrund des Gespräches war die scheinbare Reaktivierung der Website im Januar 2025 unter einer neuen Domain. Der als Hintermann auftretende Interviewpartner erklärte, dass das Crimenetwork als Treuhänder für Kundengelder aufgetreten sei und Gelder auch nach der Beschlagnahmung der Server ausgezahlt worden seien. Mit dieser Zuverlässigkeit hebe man sich von anderen Darknet-Marktplätzen ab. Die Hintermänner hinter Crimenetwork würden ihre Aktivitäten unverändert fortsetzen. Die Festnahme des Systemadministrators ändere daran nichts.
Das BKA und die Generalstaatsanwaltschaft Frankfurt veröffentlichten ein Video im Cyberpunk-Stil, das die konzertierte Aktion gegen die Handelsplattform darstellt.

## Dokumentationen
- Crimenetwork: Wie tickt das eBay für Gangster (STRG_F, 5. Januar 2021)
- Bitcoin: Wohin führt die Spur illegaler Geschäfte? (STRG_F, 18. Mai 2021)